# 마리 드뤼케르
마리 드뤼케르(Marie Drucker, 1974년 12월 3일 ~ )는 프랑스의 언론인, 사회자이다. 배우 레아 드뤼케르와 사촌 관계다.